# 法庭謄本
法庭謄本是以文字方式記錄在法庭內的審訊記錄。在香港，只有案件中的控辯雙方在法官的批准下，才能索取法庭謄本，而且只能索取原本審訊時語言的版本。
一般而言，在刑事訴訟當中，通常在初審後，敗訴方會向原審法官申請索取法庭謄本以作支持上訴的證據用途,通常原審法官都會批准。而一些有關刑事訴訟後所連帶的民事訴訟，例如人身傷亡訴訟等，亦需要原審時的法庭謄本作為證據以支持索償。
通常在法官批准後，需時約一至兩星期左右便可到法庭領取謄本，但是，司法書記會預先以電話方式通知索取者有關的費用，到時，索取者便需要去到法庭繳付費用及領取謄本。